# Braunschweig
För andra betydelser, se Braunschweig (olika betydelser).

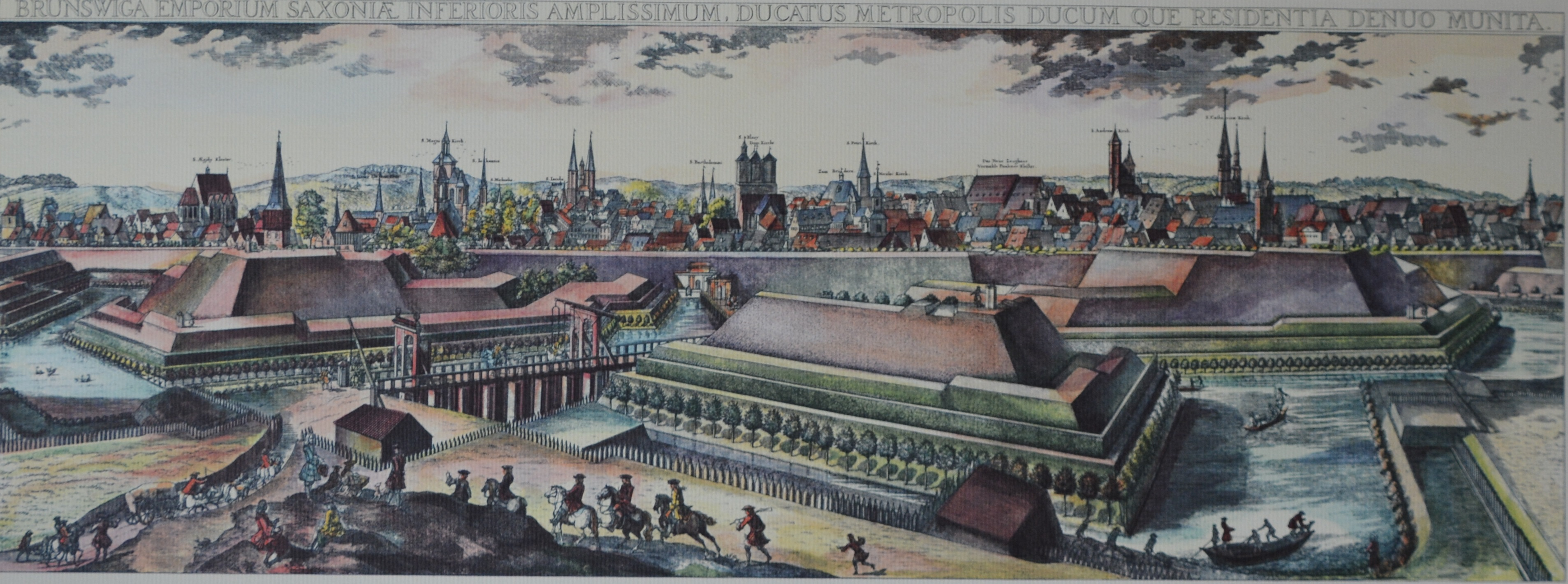
Braunschweig 1610

Braunschweig (lågtyska: Brunswiek) är en viktig industri- och forskningsstad i sydöstra Niedersachsen i Tyskland, nära biltillverkningsområdet kring Wolfsburg. Den är efter Hannover Niedersachsens näst största stad med ungefär en kvarts miljon invånare. Stadens symbol är sedan lång tid tillbaka lejonet, Braunschweiger Löwe.
Braunschweigs historia går tillbaka till 800-talet. Under Henrik Lejonet utvecklades staden till en mäktig och inflytelserik handelsmetropol, från mitten av 1200-talet som en del av Hansan. Braunschweig var huvudstad i den tyska staten med samma namn innan denna blev en del av Niedersachsen 1946.
Brunswick är det historiska engelska namnet för Braunschweig. Detta namn har i sin tur gett namn åt bland annat New Brunswick i Kanada som en följd av den personalunion som hertigdömet Braunschweig hade med Storbritannien.
I Braunschweigområdet utspelar sig de flesta skämten av den förmodligen uppdiktade medeltida upptågsmakaren Till Eulenspiegel. Under mitten av 1300-talet är familjenamnet Ulenspeygel dokumenterad i regionen.

## Historia
Enligt sagan grundades Braunschweig 861 av hertig Ludolfs son Bruno. I skriftliga källor omtalas staden första gången 1031. 1137 övergick staden till Welferna Henrik Lejonet och Otto Barnet, som förlänade den stadsprivilegier. Den blev en av städerna inom hertigdömet Braunschweig-Lüneburg. Som huvudort i ett av Hansans fyra distrikt lyckades Braunschweig uppnå större självständighet gentemot hertigarna. 
1528 införde reformationen i staden av reformatorn Johannes Bugenhagen. Under de följande stormiga årtiondena värnade Braunschweig med framgång sin lutherska tro och självständighet. 1671 tvingade dock en welfisk här Braunschweig till underkastelse under hertigdömet Braunschweig-Wolfenbüttel. Sedan staden 1753 blivit residensstad i hertigdömet, upplevde staden under Karl I och Karl Vilhelm Ferdinand en andlig blomstringsperiod, jämförbar med en samtida i Weimar. 1834 erhöll staden självförvaltning.

### Weimarrepubliken
Braunschweig hamnade i samband med första världskrigets slut i en ekonomisk, social och politisk kris liksom övriga Tyskland. I Braunschweig ledde detta 1918 till novemberrevolutionen. Ett arbetar- och soldatråd under August Merges tvingade den siste hertigen Ernst August von Braunschweig-Lüneburg att abdikera. Rådet övertog den politiska ledningen och utropade i november 1918 Sozialistische Republik Braunschweig. År 1919 utlyste spartakister en generalstrejk vilket gjorde att tåg inte kunde lämna staden och Tysklands öst-västliga järnvägstrafik blockerades. Den tyska regeringen hotade att belägra staden för att återställa ordningen och 17 april 1920 ryckte 10 000 man ur Freikorps in och övertog kontrollen över staden utan blodsutgjutelse. Trupperna lämnade Braunschweig sedan en ny regering bildats under ministerpresident Heinrich Jasper.

### Braunschweig i Tredje riket
Hyperinflationen efter första världskriget innebar arbetslöshet och fattigdom och 1922 utbröt oroligheter i staden. Från 1923 fick NSDAP mer och mer inflytande och kom in i lantdagen. 1931 ägde en nazistparad rum med Adolf Hitler närvarande med 100 000 SA-medlemmar framför slottet i Braunschweig. 1930 blev nazistpartiet regeringsparti i fristaten Braunschweig. 
Braunschweig blev ett viktigt rustningscentrum i Tredje riket. Ett antal viktiga nazistiska institutioner förlades till Braunschweig. Under kriget skedde flera stora bombanfall av allierat flyg. Det mest förödande enskilda bombanfallet skedde 15 oktober 1944 då 200 000 fosfor-, brand- och sprängbomber skapade en eldstorm i staden som varade under två dagar. Omkring 1000 människor dog. I bombanfallet förstördes nästan hela den gamla staden, Altstadt, som var den största samlingen av korsvirkeshus i Tyskland vid denna tid. De flesta kyrkor förstördes också, medan katedralen klarade sig undan bomberna. Totalt omkom 3500 personer i staden under kriget varav nästan hälften var krigsfångar, tvångsarbetare och koncentrationslägerfångar. 
Braunschweig kapitulerade formellt 12 april då kapitulationen skrevs under varpå amerikanska trupper ockuperade staden.

### Efterkrigsår och återuppbyggnad

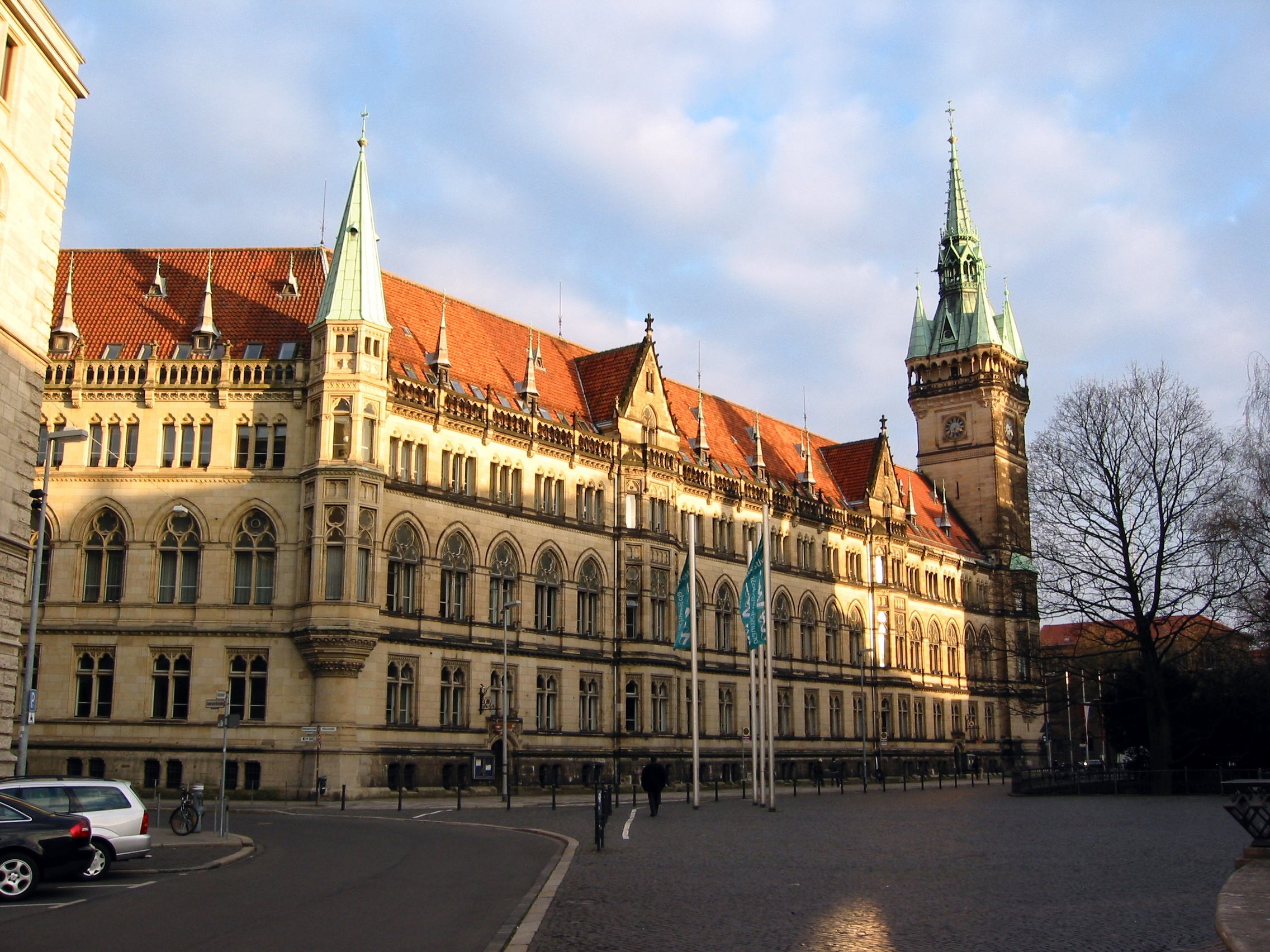
Rådhuset i Braunschweig

I början av andra världskriget hade Braunschweig 202 284 invånare men vid krigsslutet var invånarantalet endast 149 641. Braunschweig var en av de städer i Tyskland som drabbades hårdast av allierat bombflyg. Förstörelsen i innerstaden uppgick till 90 procent och i hela staden till 42 procent. Röjningsarbetet i ruinerna pågick i 17 år. 
År 1946 införde militärregeringen i den brittiska ockupationszonen en kommunal författning efter brittisk förebild. 
Det fanns efter kriget ett akut behov av bostäder och återuppbyggnaden under 1950- och 1960-talet skedde snabbt. Innerstaden som var nästan helt förstörd kom att omdanas efter dåtidens idé om en ny modern stad byggd för bilism. Stadsplanerare utgick från vad som blivit känt som Braunschweiger Schule. Ingrepp gjordes även på befintlig byggnation vilket förändrade stadslandskapet ytterligare. Man rev bland annat byggnader som stod kvar efter kriget och en ny centralstation byggdes långt från stadens centrum. Stora diskussioner fördes kring stadens ombyggnad och rivning av hus och stadsstrukturer. Den gamla staden, Altstadt, fanns dock till viss del kvar och man har restaurerat det historiska Alte Waage.

## Storstadsområde
Många pendlar till arbetsplatser och skolor i Braunschweigområdets kärnområde, vilket även omfattar Salzgitter och Wolfenbüttel. Hela pendlingsområdet består av de tre nämnda städerna och ytterligare 45 städer och kommuner, samt två så kallade kommunfria områden.
| Områdestyp                               | Areal (km²) | Invånarantal 31 december 2006 | Densitet (inv/km²) |
| ---------------------------------------- | ----------- | ----------------------------- | ------------------ |
| Kärnstäder (Braunschweig och Salzgitter) | 416,04      | 352 132                       | 846,39             |
| Kärnstädernas närområde (Wolfenbüttel)   | 78,51       | 54 124                        | 689,39             |
| Närliggande pendlingsområde              | 919,12      | 134 148                       | 145,95             |
| Totalt                                   | 1 413,67    | 540 404                       | 382,27             |

## Industri

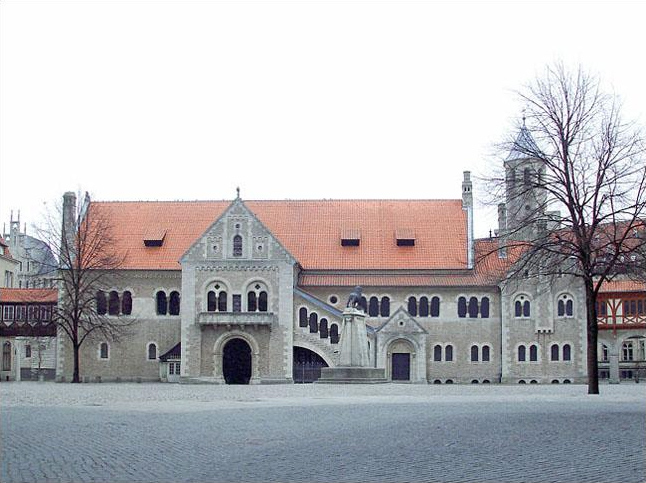
Burg Dankwarderode.

MAN AG har komponenttillverkning i Braunschweig. Braunschweig är också känt för sina många bryggerier, som också producerar för export. Två stora bryggerier är Hofbrauhaus Wolters, grundat 1627, och Feldschlößchen Aktiengesellschaft, grundat 1871.

## Utbildning
I staden finns ett tekniskt universitet, Technische Universität Braunschweig, med anor på drygt 250 år, samt den ena av Physikalisch-Technische Bundesanstalts två anläggningar (den andra finns i Berlin). 

## Sevärdheter

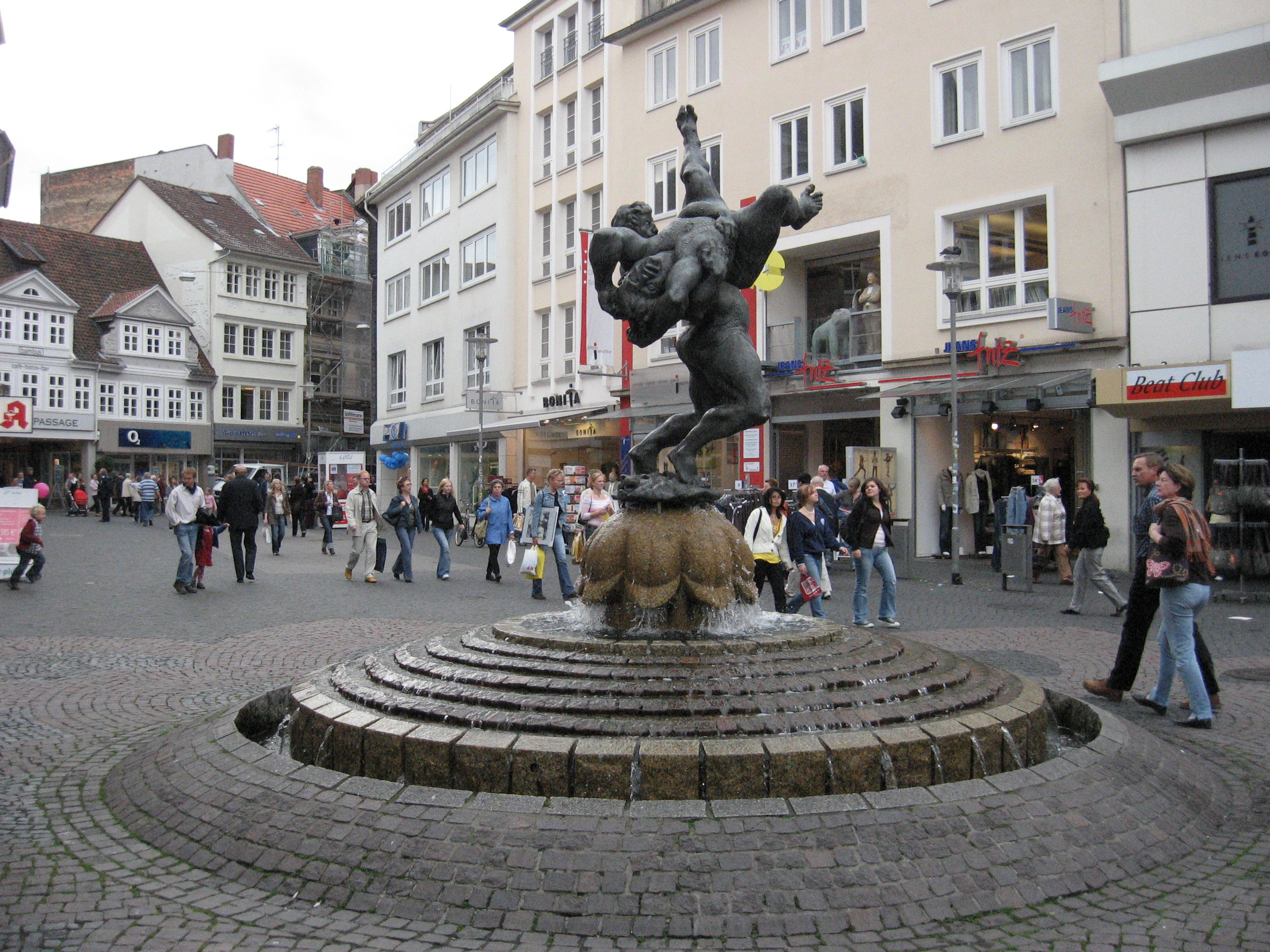
Den bilfria innerstaden i Braunschweig.

- Burgplatz
- Altstadtmarkt
- Kohlmarkt
- Magniviertel
- Aegidienkirche
- Herzog Anton Ulrich Museum
- Staatstheater

## Sport
Stadens fotbollslag, TSV Eintracht Braunschweig, die Löwen, spelade tidigare i Bundesliga och blev tyska mästare 1967. I klubben spelade i slutet av 1970-talet den svenska landslagsspelaren Hasse Borg. Klubben var den första i Tyskland med reklam (en huvudsponsor) på tröjorna i början av 1970-talet – Jägermeister stod det på tröjorna.
Eintracht B spelade 2013/2014 i Bundesliga.

## Personligheter
- Carl Friedrich Gauss
- Georg Ferdinand Howaldt
- Wilhelm Raabe

| Demografisk utveckling för Braunschweig mellan åren 1811 och 2004 |        |        |        |         |         |         |         |         |         |         |         |
| 1811                                                              | 1830   | 1849   | 1880   | 1890    | 1900    | 1925    | 1939    | 1950    | 1975    | 1989    | 2004    |
| 27 600                                                            | 35 300 | 39 000 | 75 000 | 100 000 | 128 200 | 146 900 | 196 068 | 223 767 | 269 900 | 253 794 | 239 921 |
|                                                                   |        |        |        |         |         |         |         |         |         |         |         |

## Allmän referens
Den här artikeln är helt eller delvis baserad på material från tyskspråkiga Wikipedia.